# Ralf Matzka
Ralf Matzka (Villingen-Schwenningen, Baden-Württemberg, 24 d'agost de 1989) és un ciclista alemany, professional des del 2008. Competeix en carretera i en pista.

## Palmarès en carretera
- 2007
  - Vencedor d'una etapa a la Volta a Alta Àustria júnior
- 2008
  - Vencedor d'una etapa del Tour de Corea-Japó
- 2010
  - Vencedor d'una etapa de la Fletxa del sud

## Palmarès en pista
- 2007
  -  Campió d'Europa júnior en Madison (amb Bastian Faltin)